# Fimbriosthenelais marianae
Fimbriosthenelais marianae är en ringmaskart som beskrevs av Lana 1991. Fimbriosthenelais marianae ingår i släktet Fimbriosthenelais och familjen Sigalionidae. Inga underarter finns listade i Catalogue of Life.